# Indiana Dunes National Park
Indiana Dunes is een nationaal park in Indiana in de Verenigde Staten. Het werd opgericht in 2019, als eerste nationale park in de staat Indiana. Het park ligt in een strook van zo'n veertig kilometer aan de oevers van Lake Michigan. Het park omvat zandstranden, duinen, moerassen, bossen, riviertjes en weides. In het park leven zo'n 350 verschillende vogelsoorten waaronder Canadese ganzen, kalkoengieren, haviken, meeuwen en reigers. Er leven onder andere ook witstaartherten, rode vossen, eekhoorns, konijnen, en buidelratten. In het nationale park bevinden zich verschillende historische monumenten (Bailly Homestead, Florida Tropical House, Cellberg Farm).